# ジャーヒズ

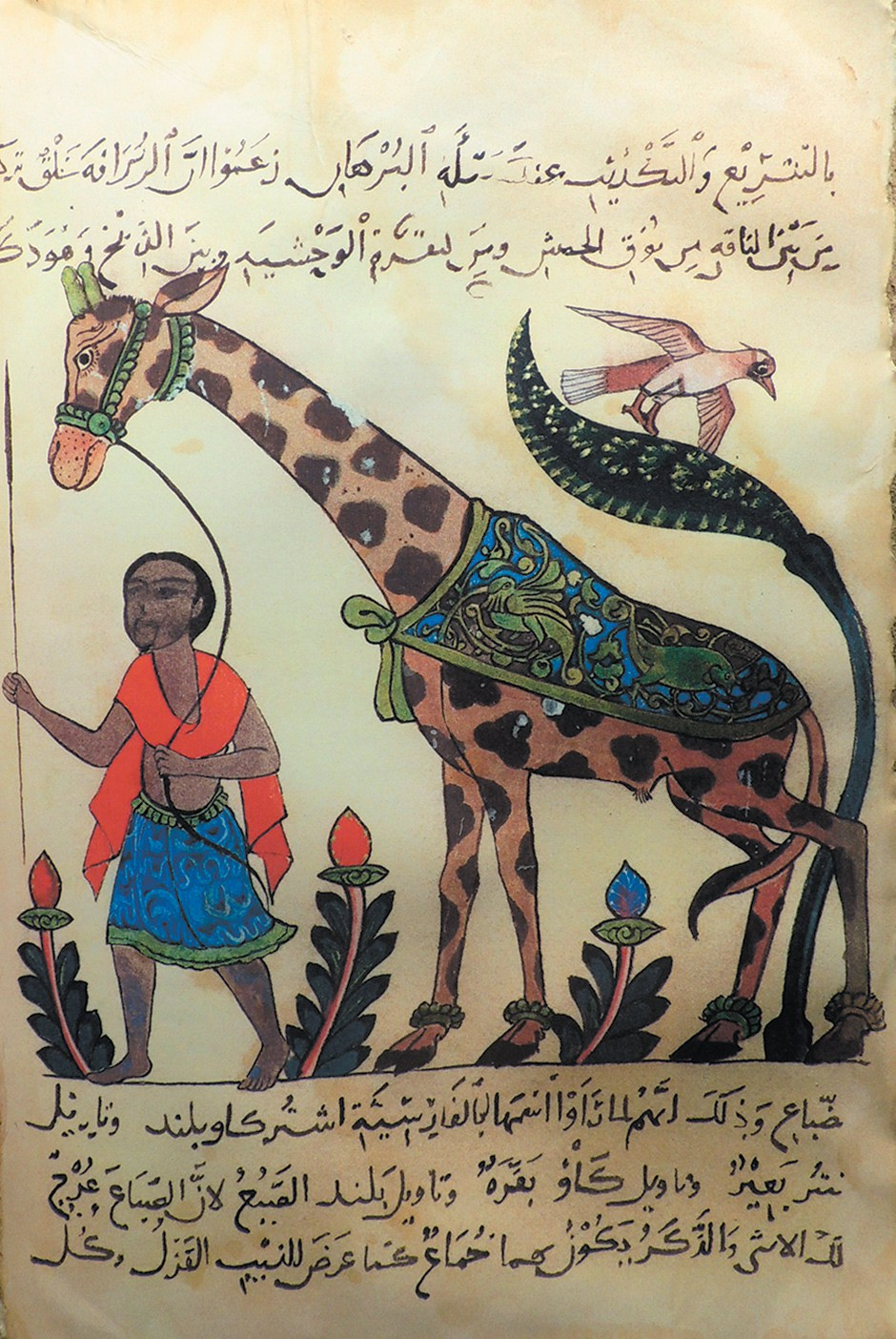
ジャーヒズの『動物の書』よりキリンの図

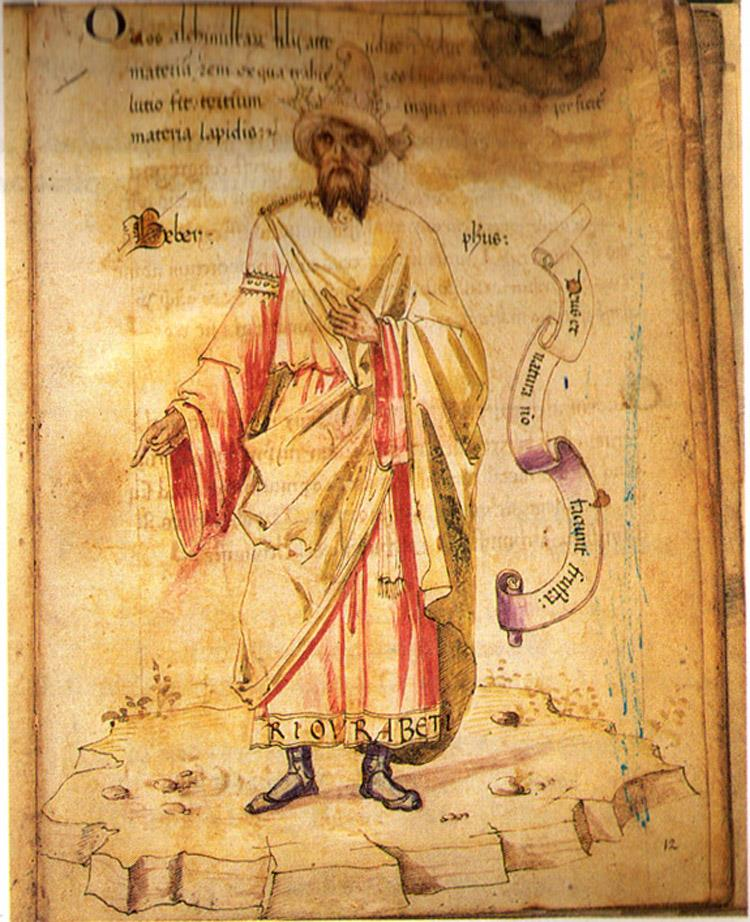

ジャーヒズ（アラビア語: الجاحظ, ラテン文字転写: al-Jāḥiẓ、776年ごろ生 - 868年または869年ごろ歿）は、9世紀のイラクの文人（#生涯）。博物学的内容の『動物の書』や、ムゥタズィラ派の神学論、政治宗教に関する論争など、多岐にわたる内容の作品を散文形式のアラビア語で著した（#著作）。

## 生涯
あだ名の「ジャーヒズ」は「張り出した目」を意味する。本名（イスム）は「アムル」といい父親の名前は「バフル」である。「アブーウスマーン」のクンヤがあり、南イラクのバスラに由来する「バスリー」のニスバがある（Abū ʿUthman ʿAmr b. Baḥr al-Baṣrī）。
ジャーヒズに関する伝記的情報の主な情報源としては、ハティーブ・バグダーディー（d. 1071）、イブン・アサーキル（d. 1175）、ヤークート（d. 1229）の各著作が知られている:387r。
ジャーヒズが生まれついた家系は、アラブ部族のひとつバヌー・キナーナに帰属するマワーリーの一家であり、取り立てて名家というわけではない。父方祖父はハバシュ出身の黒人奴隷であったようである(ジャーヒズの項)。
ジャーヒズは、ヒジュラ暦160年（西暦776-777年）ごろにバスラで生まれた。ジャーヒズの著作のほとんどすべてが、彼の出生地であるバスラではなく、のちに彼が移り住んだバグダードかサーマッラーで書かれている。にもかかわらず、ジャーヒズの思想に深いかかわりを持つのはバグダードでもサーマッラーでもなくバスラの知的・文化的環境であった。
ジャーヒズが生まれたころのバスラは、南イラクでもっとも繁栄した都市の座をクーファと競い合う大きな町であり、この町のモスクや市場には人が集まってイスラーム教の教義や政治について活発な議論が繰り広げられていた。この時代のバスラやクーファのモスク（アラビア語で「マスジド」）に集まって議論した人々を特に指す言葉として「マスジディーユーン」という単語が生まれ、バスラにはミルバドの市というそのような議論が繰り広げられたことで有名な市場もあった。
ジャーヒズはごく若いころからマスジディーユーンの議論に加わり、多くを学んだ。子どもの頃のジャーヒズは、とにかく好奇心旺盛で、早く自立したいと願いながらも怠惰であったという。これ以外の情報はほとんど知られていない。
バスラで学んだのちに、アッバース朝のカリフであるマアムーンの招きによりバグダードに移り(ジャーヒズの項)、アラビア語の詩や伝承をもとに説話文学などの散文文芸を確立した。

## 著作
主な著作に、修辞法について書いた『雄弁と明快の書』、博物学的な内容の『動物の書』、吝嗇を風刺した『けちんぼども』などがある(ジャーヒズの項)。

## 註釈
1. ↑  この時代の征服地における、非アラブの異教からイスラームへの改宗者は「マウラー」（あるいはその複数形である「マワーリー」）と呼ばれた[3](マワーリーの項)。マワーリーは所定のアラブ部族のいずれかへの帰属が義務であった[3](マワーリーの項)。
2. ↑  al-Ḥabaš, エチオピア。
3. ↑  ジャーヒズの著作を多く西洋近代語に翻訳した東洋学者シャルル・ペラ（英語版）の説[1]。

## 関連文献
- 関根謙司　『アラブ文学史 西欧との相関』　六興出版、1979年。
- 辻大地「アッバース朝期のセクシュアリティと同性間性愛――ジャーヒズ著『ジャーリヤとグラームの美点の書』の分析を通じて――」『東洋学報』第98巻第4号、東洋文庫、2017年3月、1-25頁、ISSN 03869067、2024年10月8日閲覧。
- 濱田聖子「ジャーヒズとアラブ修辞学の形成過程」『日本中東学会年報』第14巻、日本中東学会、1999年、219-247頁、2024年10月8日閲覧。
- 濱田聖子「ジャーヒズ著『けちんぼども』における逸話と登場人物　文人譚を手がかりに」『日本中東学会年報』第37巻第2号、日本中東学会、2021年3月、61-96頁、2024年10月8日閲覧。
- 前嶋信次「ジャーヒズとそのけちんぼ物語」『イスラム世界』第2巻、日本イスラム協会、1964年、38-47頁、2024年10月8日閲覧。
- アラブ文学における論争ジャンル- 岡﨑桂二、四天王寺大学紀要 第48号
- Baghdādī (al-) Khaṭīb, Abū Bakr Aḥmad ibn ‘Alī (2001). “§6622)” (Arabic). Tārīkh Baghdād aw madīnat al-salām. 14. Beirut: Dār al-Gharb al-Islāmi. pp. 124–132
- Bīrūnī (al-), Muḥammad ibn Aḥmad (1878). Sachau, Eduard. ed (Arabic). Chronologie orientalischer Völker von Albērūnī. Leipzig: Brockhaus. p. 12, l.1
- Durayd (Ibn), Abū Bakr Muḥammad ibn al-Ḥasan (1854). Wüstenfeld, F.. ed (Arabic). Kitāb al-Ishtiqāq (Ibn Doreid's genealogisch-etymologisches Handbuch). Göttingen: Dieterich. p. 150
- Jāḥiẓ; Pellat, C.; Hawke, D. M. (1969) (English). The life and works of Jahiz : Transl. of selected texts. Berkeley and Los Angeles: Univ. of California Press. OCLC 488398998
- Khallikān (Ibn), Aḥmad ibn Muḥammad (1843) (English). Ibn Khallikan's Biographical Dictionary (tr. Wafayāt al-A'yān wa-al-Anbā Abnā' al-Zamān). i. London: W.H. Allen. pp. 61–74
- Khallikān (Ibn), Aḥmad ibn Muḥammad (1843) (English). Ibn Khallikan's Biographical Dictionary (tr. Wafayāt al-A'yān wa-al-Anbā Abnā' al-Zamān). ii. London: W.H.Allen. pp. 405–410
- Khallikān (Ibn), Aḥmad ibn Muḥammad (1972) (Arabic). Wafayāt al-A'yān wa-Anbā' Abnā' al-Zamān. III. Beirut: Dār Ṣādar. pp. 470–475 (§506 )
- Mas’ūdī (al-), Abū al-Ḥasan ‘Alī ibn al-Ḥusayn (1864). Meynard (de), C. Barbier; Courteille (de), A. Pavet. eds (Arabic, French). Kitāb al-Murūj al-Dhahab wa-Ma'ādin al-Jawhar (tr. Les Prairies d'or). iii. Paris: Imprimerie impériale. p. 116
- Montgomery, James (2013). Al-Jāḥiẓ: In Praise of Books. Edinburgh: Edinburgh University Press. ISBN 978-0748683321.
- Nadīm (al), Abū al-Faraj Muḥammad ibn Isḥāq Abū Ya’qūb al-Warrāq (1970). Dodge, Bayard. ed. The Fihrist of al-Nadim; a tenth-century survey of Muslim culture. ii. New York & London: Columbia University Press. pp. 397–409
- Pellat, Charles (1953) (French), Le milieu baṣrien et la formation de Ğāḥiẓ (Doctoral dissertation, Université de Paris; Librairie d'Amérique et d'Orient), Paris: Adrien-Maisonneuve, OCLC 7049520
- Pellat, Charles; Kīlānī, Ibrāhīm (1961) (Arabic). al-Ǧāḥiẓ fī al-Baṣrah wa Baḡdād wa Sāmirāʻ. Damas: Dar El-Yakaza
- Watt, Watt, W. Montgomery (1986), Bosworth, CE; Donzel, E van; Lewis, B et al., eds., Kināna, 5 (New ed.), Leiden: Brill, p. 116* Kennedy, Hugh (2006). When Baghdad Ruled the Muslim World: The Rise and Fall of Islam's Greatest Dynasty. Cambridge, MA: Da Capo Press. ISBN 978-0-306814808
- Yāqūt, Shīhab al-Dīn ibn ‘Abd Allāh al-Ḥamawī (1907), Margoliouth, D. S., ed. (Arabic), Irshād al-Arīb alā Ma'rifat al-Adīb (Yāqūt's Dictionary of Learned Men), VI, Leiden: Brill, pp. 56–80
- Yāqūt, Shihāb al-Dīn ibn ‘Abd al-Ḥamawī (1913). Margoliouth, D. S.. ed (Arabic). Irshād al-Arīb alā Ma'rifat al-Adīb. VI (7). Leiden: Brill
- Yāqūt, Shihāb al-Dīn ibn ‘Abd al-Ḥamawī (1993). Abbās, Ihsan. ed (Arabic). Irshād al-Arīb alā Ma'rifat al-Adīb. Beirut: Dār Gharib al-Islām i. pp. 2101-2122 (§872)